# 小行星1891
小行星1891（1891 Gondola）是一颗绕太阳运转的小行星，为主小行星带小行星。该小行星于1969年9月11日发现。
該小行星以威尼斯特有的傳統划船貢多拉命名。

## 轨道参数
小行星1891的轨道半长轴为2.7052726 UA，离心率为0.071。